# Cheng Maoyun
Cheng Maoyun (ur. 1900 w Xinjian, zm. 31 lipca 1957 tamże) – chiński kompozytor i profesor Narodowego Centralnego Uniwersytetu na Tajwanie. Ukończył Prowincjonalną Wyższą Szkołę (chiń. 江西省立高等師範學校) i Tokijski Uniwersytet Sztuk (jap. 上野音樂學院). Zajmował się grą na skrzypcach, kompozycją i teorią muzyki.